# Ерик Бернар
Ерик Бернар (на френски: Éric Bernard) е френски пилот от Формула 1, роден на 24 август 1964 в Мартиге, недалече от Марсилия, Франция, който се състезава в Лижие, Ларус и Лотус.

## Кариера
Ерик започва кариерата си от картинг сериите през 1976 и до 1983 г. печели четири пъти френския шампионат. През 1984 г. дебютира в автомобилните спортове, след като през 1983 посещава състезателната школа към пистата Пол Рикар. Печели състезанието Volant Elf, побеждавайки Жан Алези и Бертран Гашо, като с това получава правото да се състезава във Формула Рено през 1984. Там финишира шести в крайното класиране, но печели през следващата година и участва във Френската Формула 3 през 1986 година. През 1987 г. финишира на второ място в шампионата след своя стар съперник Жан Алези. През 1988 се включва във Формула 3000.
През 1989 е първото му участие във Формула 1, като замества сънародника си Яник Далмас. В дебюта си той се класира на престижното 5-о място за Голямата награда на Франция. Бернар записва участие и в следващата Гран При преди да се завърне във Формула 3000 в отбора на DAMS.
През следващата година записва своя първи пълен сезон във Формула 1. Печели първи точки за Голямата награда на Монако, като завършва на шесто място и след това финишира на 4-то място в състезанието за Голямата награда на Великобритания.
Бернар остава в Ларус през 1991 година, но отборът е в криза и губи двигателите Ламборджини. Французинът завършва сезона на 18-о място с 1 точка и през следващите две години не участва във Формула 1.
През 1994 се състезава за отбора на Лижие-Рено и болид JS39-B, като негов съотборник е сънародника му Оливие Панис. За германската ГП той завършва на 3-то място след своя съотборник и победителя Герхард Бергер. За Голямата награда на Европа той е съотборник на Джони Хърбърт в отбора на Лотус, завършва на 18-о място и с това приключва кариерата си във Формула 1.